# گشندورف
گشندورف (به آلمانی: Geschendorf) یک شهر در آلمان است که در زگه‌برگ واقع شده‌است. گشندورف ۵۴۵ نفر جمعیت دارد.